# جف بلکنر
جف بلکنر (انگلیسی: Jeff Bleckner؛ زادهٔ ۱۲ اوت ۱۹۴۳) کارگردان تلویزیونی، کارگردان نمایش، فیلم‌نامه‌نویس، تهیه‌کننده فیلم، کارگردان، و کارگردان فیلم اهل ایالات متحده آمریکا است.
وی همچنین برندهٔ جوایزی همچون جایزه انجمن کارگردانان آمریکا شده‌است.